# Jürgen Hoffmann (Lichtdesigner)
Jürgen Hoffmann (geboren in Berlin) ist ein Lichtdesigner, der von 1992 bis 2012 die Beleuchtungsabteilung am Opernhaus Zürich leitete.
Nach seiner Ausbildung zum Elektrotechniker kam Hoffmann zuerst an die Deutsche Oper Berlin, dann ans Stadttheater St. Gallen und schließlich 1971 ans Opernhaus Zürich. Dort wurde er 1992 zum Leiter der Beleuchtungsabteilung ernannt und war alljährlich für die Lichtgestaltung von sechs bis acht Neuproduktionen und bis zu 23 Wiederaufnahmen verantwortlich. Langjährige Zusammenarbeit verbindet ihn mit den Regisseuren Sven-Eric Bechtolf und Claus Guth, die ihn auch an die Salzburger Festspiele und ans Theater an der Wien verpflichteten, sowie mit den Bühnenbildnern Rolf Glittenberg und Christian Schmidt. 2002 verpflichtete ihn Klaus Michael Grüber für seine Don Giovanni-Inszenierung an die Ruhrfestspiele in Recklinghausen. In Wien übernahm er 2009 das Lichtdesign für Guths szenischer Messiah-Fassung am Theater an der Wien. In Salzburg leuchtete er Bechtolfs Inszenierungen von Ariadne auf Naxos (2012) und Così fan tutte (2013) aus sowie im Jahr 2014 die Rosenkavalier-Inszenierung von Harry Kupfer. Eine langjährige Zusammenarbeit verbindet ihn auch mit der Wiener Staatsoper.